# Felosa-dos-juncos

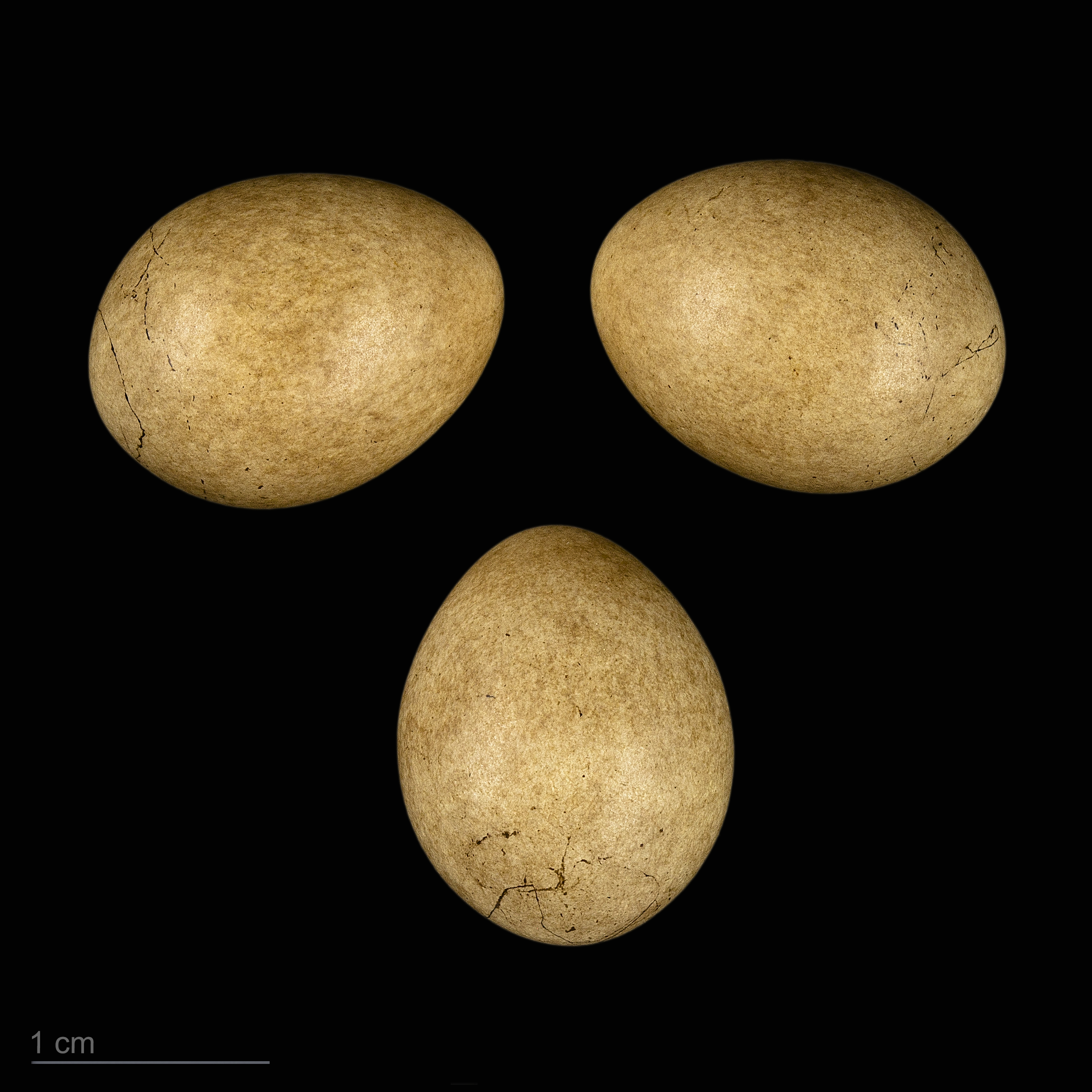
Acrocephalus schoenobaenus - MHNT

A felosa-dos-juncos (Acrocephalus schoenobaenus) é uma ave pertencente à família Acrocephalidae. É parecida com os rouxinóis-dos-caniços, dos quais se distingue pela lista supraciliar branca. Frequenta principalmente habitats palustres, como sejam caniçais e juncais.
Esta felosa nidifica nas regiões temperadas da Europa e da metade ocidental da Ásia a norte do paralelo 45 ºN. É uma espécie migradora que inverna na África tropical. Em Portugal ocorre unicamente durante as passagens migratórias primaveril e outonal.

## Subespécies
A espécie é monotípica (não são reconhecidas subespécies).